# Norma Hurtado Sánchez
Norma Hurtado Sánchez (Buga, Valle del Cauca, 13 de septiembre de 1969) es una política y abogada colombiana.

## Biografía
Nació en el municipio de Buga. Realizó estudios de pregrado en la Universidad Santiago de Cali, donde graduó como abogada. Posteriormente realizó diversas especializaciones en Derecho Administrativo, Administración en Salud y en Gobierno Municipal. También terminó una maestría en Políticas Públicas en la Universidad del Valle.
Durante su trayectoria como servidora pública ha ejercido la defensa de los derechos de la mujer, también ha trabajado por la niñez, en temas sobre inversiones del campo y la comunidad en general. Estuvo vinculada a la Secretaría de Gobierno de Cali, en la Personería de Cali, en el Departamento de Bienes y Servicios en el Instituto de Seguros Sociales y el Banco Agrario de Colombia. Durante el período 2012-2015 se desempeñó como Concejal de Cali, siendo electa con 11 095 votos, posteriormente estuvo vinculada a la Secretaría General de la Gobernación del Valle del Cauca durante el primer mandato de Dilian Francisca Toro quien ha sido su mentora política.

## Representante a la cámara
Fue elegida miembro de la Cámara de Representantes de Colombia durante el período 2018-2022 por el departamento del Valle del Cauca, siendo electa con 64 624 votos. Como representante estuvo vinculada en la Comisión Séptima Constitucional Permanente, la Comisión Legal para la Equidad de la Mujer del Congreso y las Accidentales, por la Niñez Colombiana, Pacífico-Orinoquía y Accidental RAP. Durante todo este período su trabajo estuvo enfocado en la salud, la mujer, vivienda, deportes, violencias de género, fortalecimiento y emprendimiento de la mujer en la política y demás temas. Familia y género y justicia y derechos humanos fueron los temas donde más proyectos de ley presentó.

## Senadora
Se lanzó como candidata al Senado para el período 2022-2026 en representación del Partido de la Unión por la Gente, siendo finalmente elegida con 128 184 votos (la mujer más votada del departamento y la 3.ª en el país). En julio de 2022 fue seleccionada como presidenta de la Comisión Séptima del Senado de la República y, desde entonces, ha trabajado prioritariamente en temas relacionados con la protección de la familia, sostenibilidad financiera, reforma pensional, la dignificación del talento humano en salud y el fortalecimiento del deporte.
En marzo de 2024, Hurtado fue una de las responsables de archivar la reforma a la salud que buscaba solucionar los problemas del sistema de salud en Colombia, varios de los congresistas de la comisión séptima que pertenecen a partidos tradicionales se opusieron a la iniciativa y la bloquearon, a pesar de ser recusados puesto que sus partidos habían sido financiados por la multinacional Keralty propietaria de la EPS Sanitas que tenía intereses para no aprobar la reforma que proponía transformar las EPS en gestoras de salud. Según informe de Noticias Uno, Hurtado habría seguido las instrucciones de Germán Vargas Lleras y Dilian Francisca Toro para bloquear la reforma a la salud en la comisión séptima y no permitir el debate en la plenaria del congreso.